# Ай бери бах
«Ай бери бах» (азерб. Ay bəri bax; буквальный перевод — «смотри в мою сторону», «смотри на меня», «глянь сюда»), известная также как «Эй смотри, смотри сюда!» — азербайджанская народная песня. Песня входит в репертуар почти всех народных певцов — ханенде и вокалистов. В связи с этим имеется множество исполнительских вариантов песни. Представляет собой лирическую песню любовного содержания, оптимистическую по характеру.

## История песни
Возникновение песни относится к XVIII—XIX векам. В исполнении ханенде запись песни сохранилась на граммофонных пластинках начала XX века. Первые нотные записи песни относятся к 1920—1930 годам.
Камни из окна летят, — о взгляни сюда, взгляни.

Затуманен горем взгляд, — о взгляни сюда, взгляни.

Если выйдешь за меня, — о взгляни сюда, взгляни.

Каждый будет только рад, — о взгляни сюда, взгляни.

О взгляни сюда, взгляни.

О взгляни сюда.
В разные годы появлялись нотные записи и обработки для голоса с сопровождением и для хора. В первом варианте поэтический текст связан с праздничным поздравлением, в тексте также отражено любовное признание (запись Саида Рустамова 1938 года с пения Джаббара Каръягдыоглу). Второй вариант песни — «Ай бери бах, бери бах» — в нотной записи Рустамова с пения Джаббара Каръягдыоглу напечатана в сборнике «Азербайджанские народные песни» (2-й том, Баку, 1956). Этот вариант более распространённый. В 1956 году текст песни был опубликован вместе с нотами и переводом Леонида Зорина на русский язык. 1981 году сборник был переиздан).
Из окна-каменьев град,

Слёзы капают подряд.

За меня ты замуж выйдешь —

Всякий будет свадьбе рад.

Эй, смотри, смотри сюда!

Обернись, смотри сюда!
Песня исполнялась в дни декады азербайджанского искусства в Москве в 1959 году. В 1960 году появилась на русском языке в переводе Константина Симонова в «Антологии азербайджанской поэзии», изданной под редакцией Павла Антокольского и Чингиза Гусейнова. В переводе Симонова песня была опубликована и в издании «Народная поэзия Азербайджана» (Ленинград, 1978).
В этом переводе передано сочетание лёгкой грусти и молодой жизнерадостности. Главной удачей перевода считается правильный тон. Есть также отступления от смысла подлинника, которые не так безобидны. В оригинале «каменья» летят не из окна, а в окно. Последняя строфа в переводе в азербайджанском варианте среди
опубликованных в настоящее время народных песен не обнаруживается. Отмечается, что в переводе речь идёт просто о порыве молодой страсти, а не замужестве, но это неясно.
В настоящее время песня «Ай бери бах» звучит и на народных празднествах, и на концертах. Ареал песни помимо Азербайджанской Республики охватывает Иранский Азербайджан, а также Анатолию (Турция).

## Структура песни
Мелодия песни построена в ладе сегях. Этот лад по своему эмоциональному содержанию отражает лирические любовные чувства и свойственен только азербайджанским народным песням.
Согласно собственному изложению азербайджанского композитора Узеира Гаджибекова, проводившего гармонизацию народных песен, гармоническая схема народной песни «Ай бери бах» выглядит, примерно, так:
Начинается песня с унисонного вступления, затем мелодию ведут сопрано, в то время как тенора и альты как бы подают им реплику, а басы поддерживают плясовой ритмический рисунок. В качестве вступления сольная импровизация в пределах лада, как явление вообще характерное для азербайджанского пения, сохранена и в хоровом исполнении.
Форма поэтического текста песни — баяты, четверостишие, построенное по принципу ааба. Основная мысль произведения заложена в третьей и четвёртой строках. В песне часто повторяется слово «pəncərə» — «окно», что связывается с обычаями азербайджанского народа. По мнению профессора Бакинской музыкальной академии Джамили Гасановой, в песне окно превращается «в некое пространство, где происходили события, служившие толчком для появления этого произведения»:
В старину было не принято, чтобы азербайджанские девушки свободно гуляли по улицам, знакомились или переговаривались с парнями. В лучшем случае они могли общаться через окно, так что жизнь молодых девушек проходила за окнами. По той же причине окно имеет большое значение в жизни молодых парней, желающих увидеть красивую девушку, влюбиться и пожениться.
Содержание поэтического текста песни во всех других вариантах, а также в современных интерпретациях отражает любовное признание молодого человека, с уст которого и поётся песне. В песне также отражены мечты влюблённого о женитьбе, прощание перед разлукой, надежда о скором свидании. Слова «Ай бери бах», обращенные к любимой, повторяются как припев.
Песня имеет в народе различные варианты. Каждая строфа является законченным целым как композиционно, так и по содержанию. Строфы объединяются между собой не 
единством сюжета, а единством настроения. В связи с этим строфы могут существовать самостоятельно, и они свободно могут быть переставлены. В разных районах строфы могут бытовать в разных вариантах и в различном количестве.

## Слова песни
Текст песни был опубликован в 1982 году в Баку в первом томе («Фольклор») «Библиотеки азербайджанской классической литературы», изданном под редакцией Гамида Араслы на азербайджанском языке. Составителями тома были Тахмасиб Фарзалиев и Исрафил Аббасов. Народные песни, тексты которых были опубликованы в этом издании, были собраны из книг «Народные песни», составителем которой был А. Багиров (Баку, 1961) и «Народные песни и танцевальные мелодии» Ахмеда Исазаде и Наримана Мамедова (Баку, 1975).
| Слова песни (на азерб.) |
| --- |
| Pəncərədən daş gəlir, Ay bəri bax bəri bax. Xumar gözdən yaş gəlir, Ay bəri bax bəri bax. Səni mənə versələr, Ay bəri bax bəri bax. Hər görənə xoş gəlir, Ay bəri bax bəri bax. Pəncərənin milləri, Ay bəri bax bəri bax. Аçılıb qızıl gülləri, Ay bəri bax bəri bax. Oğlanı yoldan eylər, Ay bəri bax bəri bax. Qızın şirin dilləri, Ay bəri bax bəri bax. Pəncərəni bağlama, Ay bəri bax bəri bax. Mən gedirəm ağlama, Ay bəri bax bəri bax. Gedib yenə gələrəm, Ay bəri bax bəri bax. Özgəyə bel bağlama, Ay bəri bax bəri bax. |

### Исполнение Джаббара Карьягды
Запись напевки Джаббара Карьягды была расшифрована Саидом Рустамовым при консультации с Бюль-Бюлем. Текст и перевод были опубликованы в изданном в 1938 году сборнике азербайджанских народных песен.
| Слова песни (на азерб.) | Поэтический перевод |
| --- | --- |
| Bayramınız mübarək Aquşqadan baxanlar Üstünə od tökülsün Tək soyunub yatanlar. Ay bəri bax, bəri bax Can bəri bax bəri balam Ay bəri bax, bəri bax. Qala dibi çağala Yeməm rəngim sağala Qaş göz ilə danışma Öldüm ay ceyran bala. Ay bəri bax, bəri bax Can bəri bax bəri balam Ay bəri bax, bəri bax. Pəncərədən daş gəlir Xumar gözdən yaş gəlir Səni mənə versələr Tanrıya da xoş gələr. Ay bəri bax, bəri bax Can bəri bax bəri balam Ay bəri bax, bəri bax. | Тот, кто вместе, обнявшись, сидит под окном, Тот на празднике жизненном счастлив вдвоём. Пусть сжигает огонь беспощадный того, Кто не делит ни с кем очага своего. Взгляни сюда, взгляни сюда! Ты дорога мне навсегда. Душа моя взгляни сюда! Ограждаются крепости лентами рвов. Тот не ест ничего, кто душой нездоров. Не играй же со мною, любовью шутя. От любви я сгораю, джейрана дитя. Взгляни сюда, взгляни сюда! Ты дорога мне навсегда. Душа моя взгляни сюда! Брошен камень из окон жестокой рукой. Из прекрасных очей льются слёзы рекой, Если замуж тебя за меня отдадут, Небеса ликовать вместе с нами начнут. Взгляни сюда, взгляни сюда! Ты дорога мне навсегда. Душа моя взгляни сюда! |

## В культуре
Мелодия песни была использована азербайджанским композитором Афрасиябом Бадалбейли в его первом азербайджанском балете «Девичья башня» (1940). Песня печально звучит в эпилоге, воскрешая в памяти героини былые светлые дни.
Существует одноимённый азербайджанский национальный танец «Аи бери бах». Этот танец получил симфоническое развитие в балете «Девичья башня» Афрасияба Бадалбейли.
В одной из сцен фильма азербайджанского режиссёра Расима Оджагова «День рождения» (1977) главные герои Али (играет Давид Уплисашвили) и Мустафа (играет Гаджи Исмайлов) играют и поют песню «Ай бери бах». Также отрывок из песни поёт один из героев фильма азербайджанского режиссёра Расима Исмайлова «Частный визит в немецкую клинику» (1988).